# الویتگراویر
الویتگراویر (انگلیسی: Elvitegravir) یک داروی مهارکننده اینتگراز است که برای درمان عفونت HIV استفاده می‌رود. این دارو توسط شرکت داروسازی گیلیاد که مجوز EVG را از تنباکوی ژاپن در مارس ۲۰۰۸ صادر کرد. ترکیب دوز ثابت که به نام Stribild شناخته می شود. در ۲۴ سپتامبر ۲۰۱۴ FDA الویتگراویر را به عنوان یک قرص با نام تجاری Vitekta تایید کرد. در ۵ نوامبر ۲۰۱۵ FDA این دارو را برای استفاده در بیماران مبتلا به HIV-1 به عنوان بخشی از دومین قرص ترکیبی با دوز ثابت به نام Genvoya تایید کرد.
با توجه به نتایج کارآزمایی بالینی فاز II، بیمارانی که یک بار در روز الویتگراویر تقویت شده توسط ریتوناویر مصرف می‌کردند، پس از ۲۴ هفته در مقایسه با افرادی که به‌طور تصادفی یک مهارکننده پروتئاز تقویت‌شده با ریتوناویر دریافت کردند، کاهش بیشتری در بار ویروسی داشتند.